# Santo Tomas (Isabela)
Santo Tomas is een gemeente in de Filipijnse provincie Isabela in het noordoosten van het eiland Luzon. Bij de laatste census in 2007 had de gemeente ruim 22 duizend inwoners.

## Geografie

### Bestuurlijke indeling
Santo Tomas is onderverdeeld in de volgende 27 barangays:
| - Ammugauan - Antagan - Bagabag - Bagutari - Balelleng - Barumbong - Biga Occidental - Biga Oriental - Bolinao-Culalabo - Bubug - Calanigan Norte - Calanigan Sur - Calinaoan Centro - Calinaoan Malasin | - Calinaoan Norte - Cañogan Abajo Norte - Cañogan Abajo Sur - Cañogan Alto - Centro - Colunguan - Malapagay - San Rafael Abajo - San Rafael Alto - San Roque - San Vicente - Uauang-Galicia - Uauang-Tuliao |

## Demografie
Santo Tomas had bij de census van 2007 een inwoneraantal van 22.172 mensen. Dit zijn 792 mensen (3,7%) meer dan bij de vorige census van 2000. De gemiddelde jaarlijkse groei komt daarmee uit op 0,50%, hetgeen lager is dan het landelijk jaarlijks gemiddelde over deze periode (2,04%). Vergeleken met de census van 1995 is het aantal mensen met 2.083 (10,4%) toegenomen.

De bevolkingsdichtheid van Santo Tomas was ten tijde van de laatste census, met 22.172 inwoners op 150 km², 147,8 mensen per km².

## Geboren in Santo Tomas
- Freddie Aguilar (5 februari 1953 - 27 mei 2025), muzikant.